# Busto di Carlo Magno
Il busto di Carlo Magno è un reliquiario creato intorno al 1350 a forma di ritratto ideale del busto dell'imperatore Carlo Magno, cui è conservato il suo cranio come reliquia. Il reliquiario appartiene agli arredi tardo medievali della cattedrale di Aquisgrana ed è oggi elemento di spicco del tesoro della cattedrale. Il busto di Carlo Magno è considerato uno dei più importanti esempi di oreficeria gotica e uno dei busti reliquiario più famosi del mondo.

## Storia
Secondo la tradizione, il busto di Carlo Magno è considerato una donazione di Carlo IV, che il 25 Luglio 1349 fu incoronato re nella cattedrale di Aquisgrana. Sebbene questa donazione non sia menzionata in alcun documento, è da considerarsi del tutto verosimile, in ragione della sua profonda ammirazione per Carlo Magno. Il reliquiario veniva portato in processione e portato al re in arrivo alle incoronazioni, che in questo modo era ricevuto spiritualmente da Carlo Magno come suo legittimo successore e, come nuovo sovrano, si poneva in adorazione della reliquia del suo antenato.
Secondo alcune ricerche storiche, è verosimile che Carlo IV sia stato incoronato con la corona oggi montata sul busto, dato che all'epoca della sua incoronazione la corona imperiale era in possesso del suo rivale Ludovico il Bavaro. È quindi possibile che l'arco centrale con la croce sia stato aggiunto in occasione della sua incoronazione. Anche Sigismondo di Lussemburgo fu incoronato nel 1414 con la corona del busto.
Ancora oggi, il busto di Carlo Magno trova ampio uso liturgico nel Karlsfest e nella festa dell'Ascensione, eventi in cui il busto è posto nella cattedrale. Tradizionalmente, questo avviene durante quest'ultima festività in vista dell'assegnazione annuale del Premio Internazionale Carlo Magno ad Aquisgrana, che onora personalità di spicco che hanno dato un contributo alla promozione dell'integrazione europea.
Il busto è un motivo popolare che è stato utilizzato più e più volte in relazione a Carlo Magno. Grazie al suo valore di riconoscimento per la città di Aquisgrana e al suo alto significato ideologico e storico artistico, funge in forma stilizzata come elemento centrale nello stemma della Fondazione Premio Carlo Magno.

## Descrizione e stile
Il busto reliquiario è costituito da argento cesellato ed è in parte placcato in oro. Il reliquiario racchiude un teschio umano, secondo la tradizione quello di Carlo Magno. Esso raffigura il busto dell'imperatore con la testa ornata da una corona d'oro a giglio che, secondo un documento dal 1262, sarebbe un dono di Riccardo di Cornovaglia al Münster (oggi cattedrale) di Aquisgrana, poi ampiamente restaurata dall'orafo August Witte nel 1873. Le zone dei capelli e della barba sono placcate in oro, il viso e il collo sono accentuati in argento sbalzato. Il pettorale è ornato da aquile ageminate d'argento - l'aquila imperiale sul fondo oro della veste, l'animale araldico del Sacro Romano Impero indica la dignità dell'imperatore - e da bordure in filigrana e pietre preziose. Alcune delle pietre sono cammei antichi. Il busto di Carlo Magno si erge su una base ottagonale con due aperture sui fianchi per un supporto ligneo, decorato con gigli araldici.
L'uso di gemme antiche e cammei per reliquiari e corone indica un riferimento all'antichità romana, essenziale l'idea imperiale medievale, nella cui tradizione Carlo Magno e poi Carlo IV si identificavano nel loro ruolo di sovrano. Un parallelo a questa corona può essere visto nella corona di San Venceslao dei gioielli della Corona boema, che adornava la reliquia del teschio di Venceslao di Boemia ed era anche usata per le incoronazioni.
Il reliquiario è nella tradizione delle raffigurazioni francesi del re del XIII secolo e rappresenta un'idealizzazione artistica dell'imperatore franco, sebbene abbia anche caratteristiche facciali individualizzanti. Queste ultime si notano in modo simile anche in un ritratto di Giovanni II di Francia. È possibile che il creatore del busto reliquiario, un orafo di Aquisgrana, fosse un artista formatosi in Francia.
A partire dal busto di Carlo Magno, come punto culminante nell'oreficeria della Renania-Maasland, iniziò un periodo d'oro di busti reliquiari in argento dorato e dall'aspetto naturalistico.

## Altre immagini

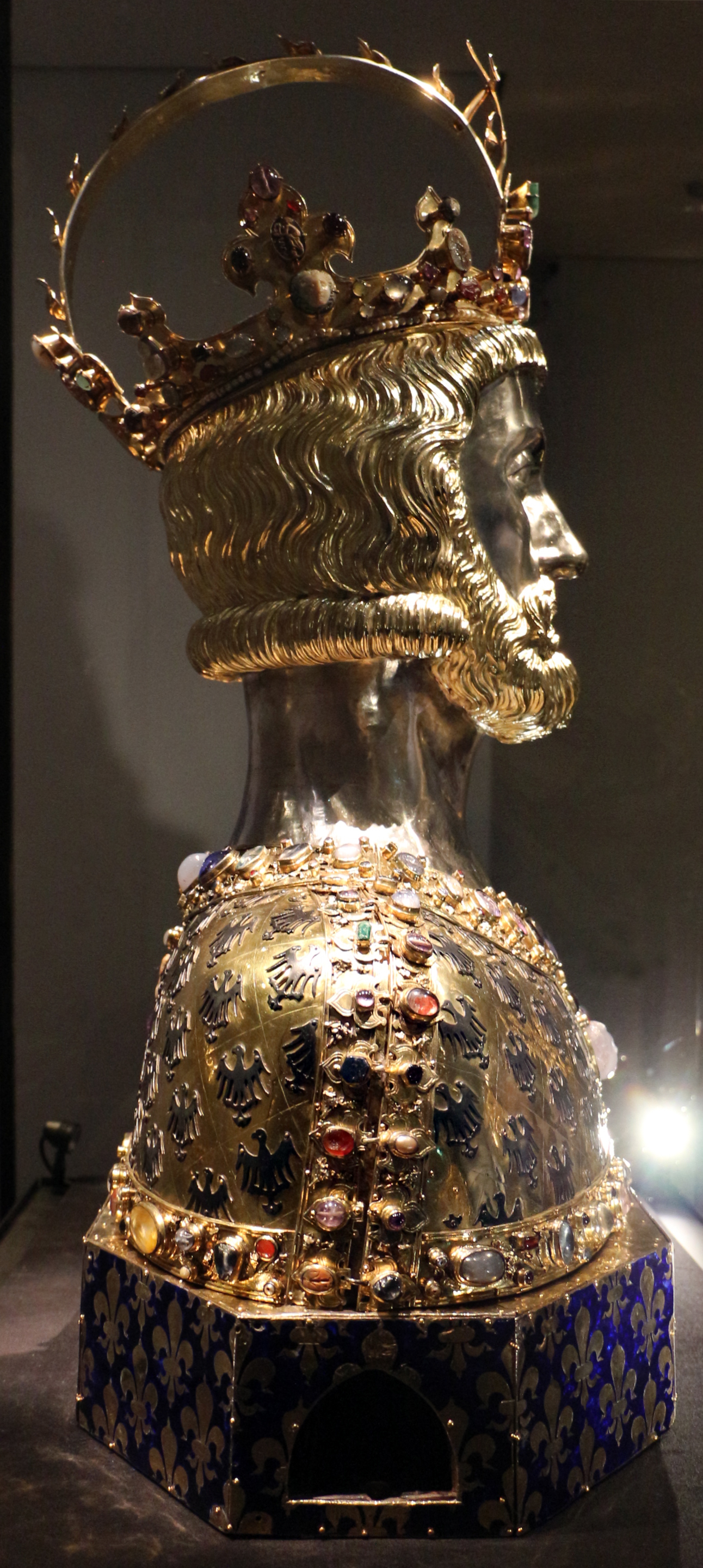
Lato sinistro
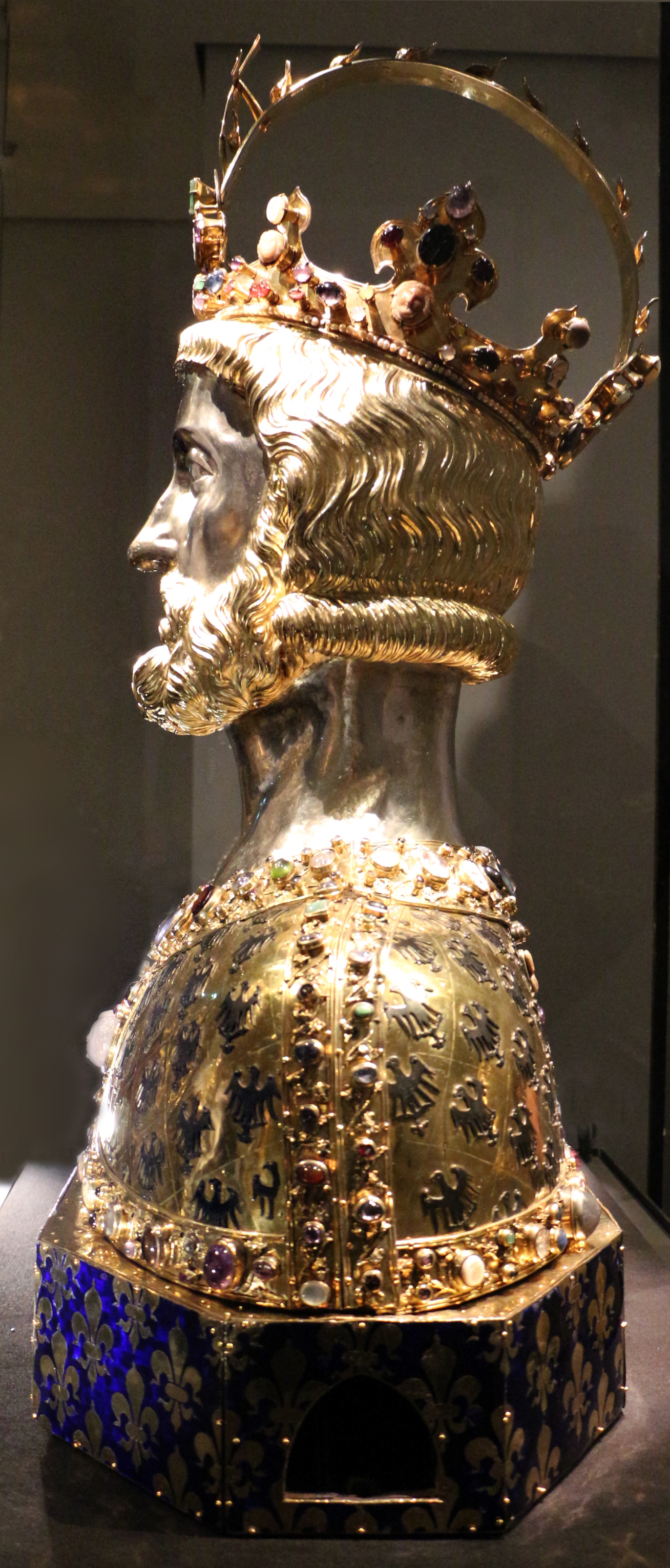
Lato destro
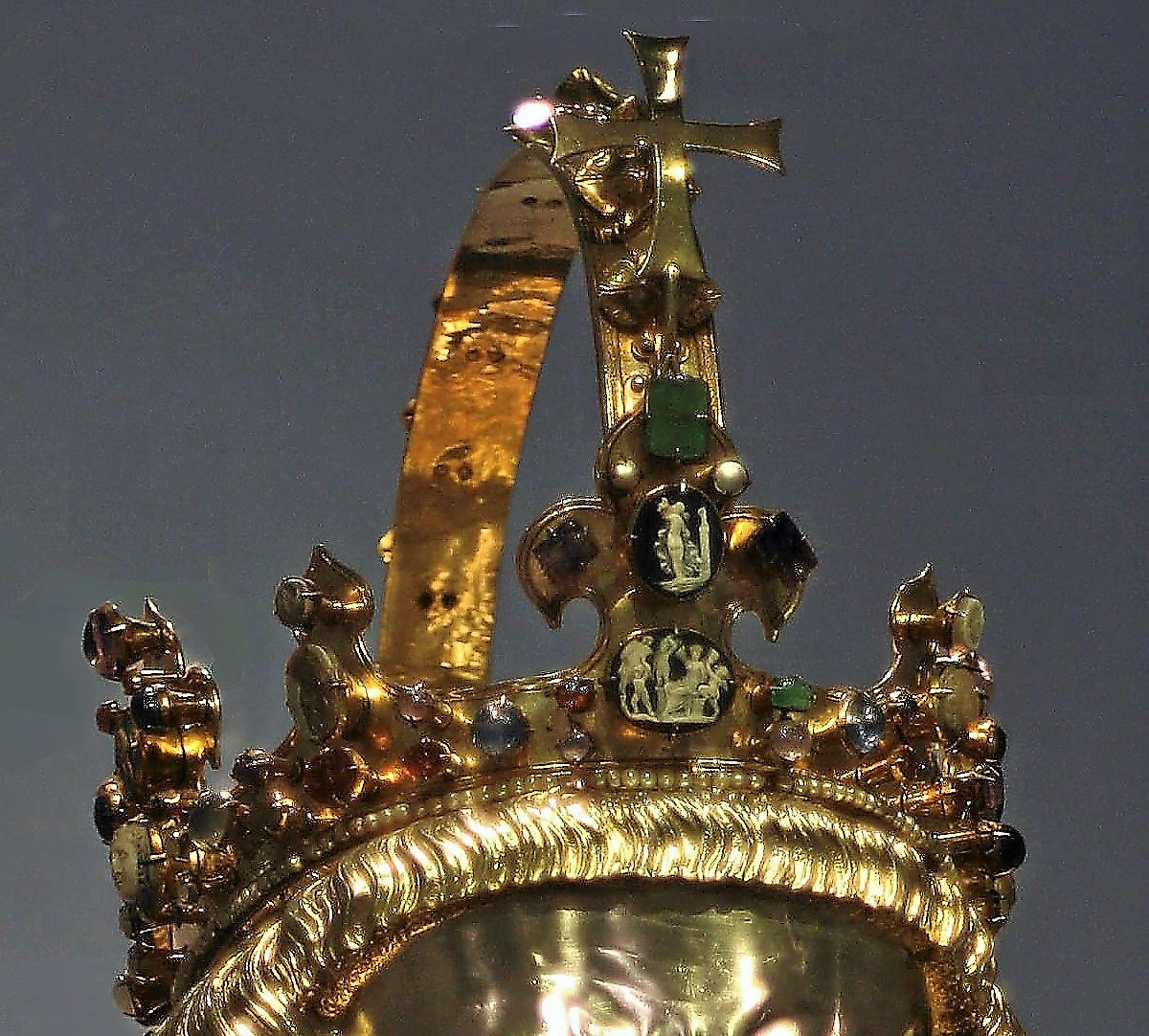
Dettaglio della corona
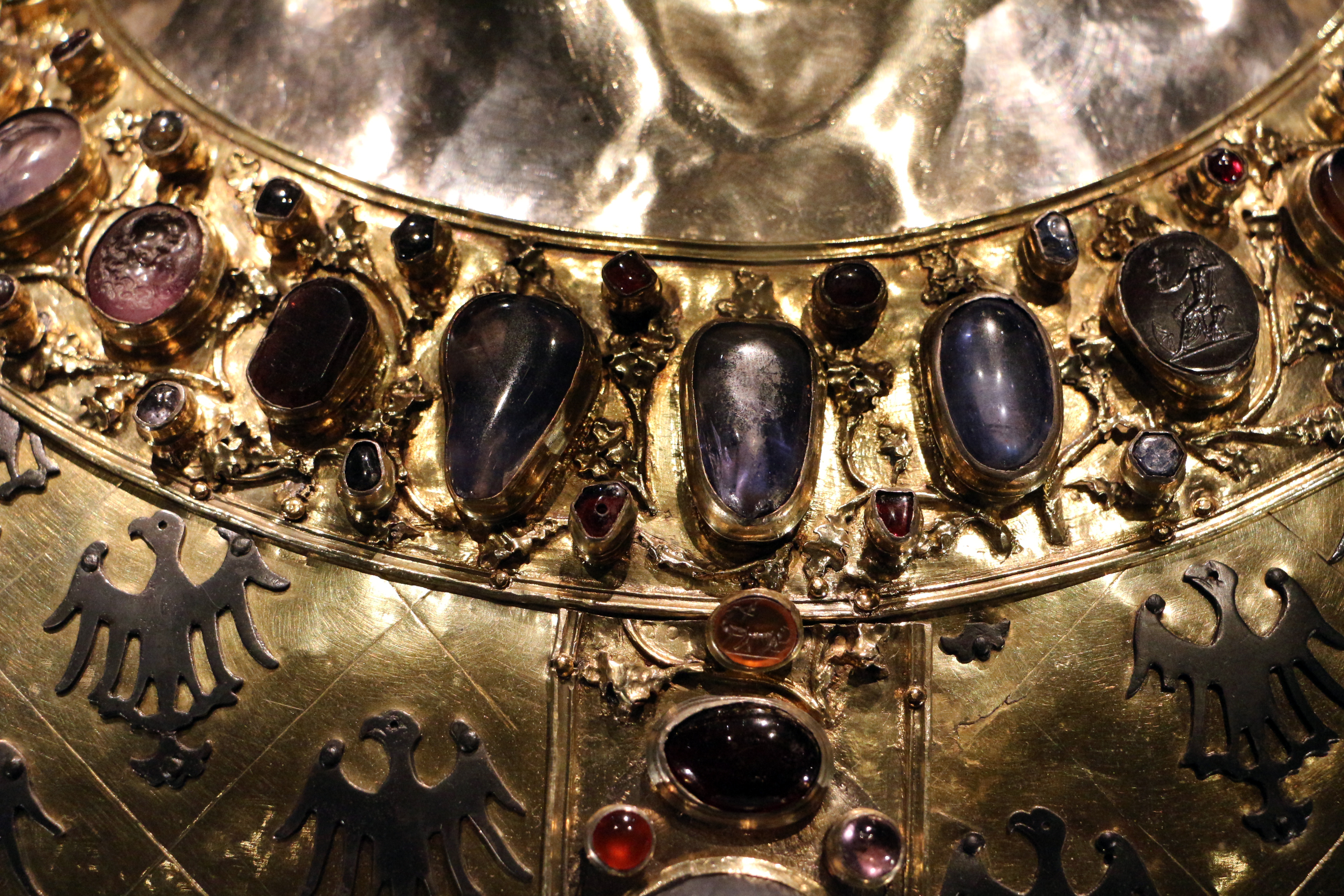
Dettaglio del busto
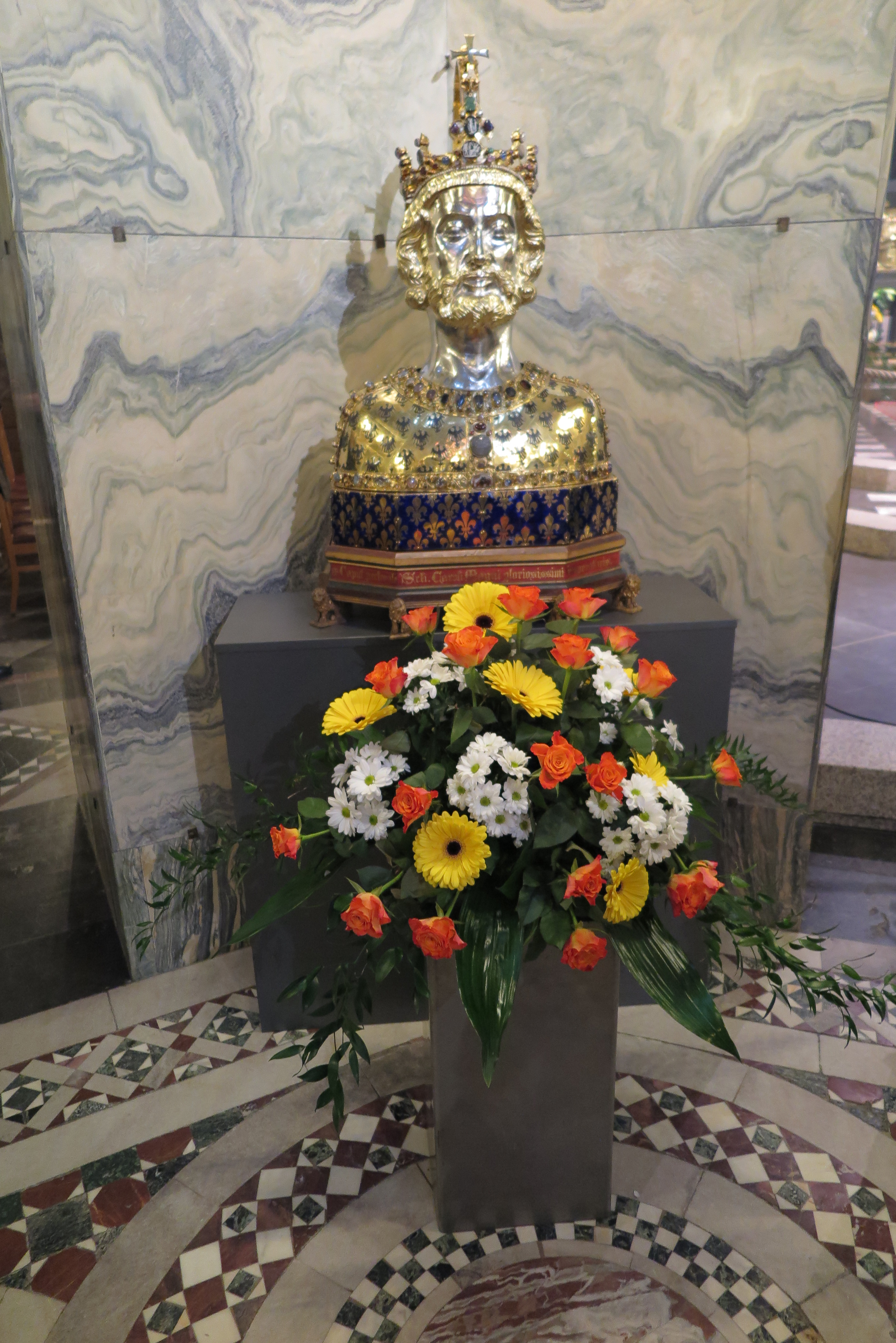
Allestimento per il Karlsfest nella cattedrale di Aquisgrana